# Audacia (Schiff)
Die Audacia ist ein Rohrlege-Schiff von Allseas, das Pipelines mit kleinen bis großen Rohrdurchmessern auch in sehr großen Wassertiefen verlegen kann.

## Geschichte
Im Juni 2005 wurde von Allseas (Schweiz) der Bau des dritten Rohrlegerschiffes angekündigt. Es erhielt den Namen Audacia. Die Audacia wurde 2005 als Panamax-Massengutfrachter mit dem Namen Geeview gebaut. Bereits 2006 erfolgte der Umbau in einen Rohrleger durch die niederländische Werft Keppel Verolme in Rotterdam. Ende 2006 erfolgten die Erprobungen, und im Folgejahr nahm das Schiff seine Arbeit als Rohrleger auf. Kauf und Umbau des Schiffes kosteten insgesamt rund 275 Mio. Euro.

## Beschreibung
Im Rahmen dieser Umbauarbeiten entstanden in Rotterdam neue Maschinenräume, es wurden neue Dieselgeneratoren eingebaut, zusätzliche Kräne installiert sowie neue Unterkünfte für rund 250 Personen erstellt und eingerichtet. Ein besonderes Merkmal dieses Rohrlegers ist der Ausleger am Bug des Schiffes, der beim Verlegen der Rohre ein Rückwärtsfahren erfordert.
Neben dem ursprünglichen Antrieb wurden sechs neue 5-MW-Dieselgeneratoren installiert, damit ausreichend Leistung zur Verfügung steht, um das Schiff mit sieben Querstrahlsteueranlagen dynamisch positionieren zu können. Die Strahler mit einer Nennleistung von jeweils 5 MW werden von einer Kongsberg-Anlage angesteuert.
Die installierten Rohrverlegesysteme sind für Wassertiefen bis 3000 m Wassertiefe ausgelegt und können Rohrleitungen bis zu 60 Zoll (152,4 cm) Durchmesser mit einer maximalen Zugspannung von 525 Tonnen verlegen. Dafür dienen die drei 175-t-Spanner, die das Rohr während der Verlegung halten. Für das Verschweißen der Rohre wurde das neue Schweißsystem „Phoenix“ entwickelt. Damit kann die Audacia an einem Tag bis zu 10 km Rohrleitung verlegen.
Nach der Standprobe in der Werft und der technischen Probefahrt auf See erfolgte der erste unkomplizierte Auftrag zur Verlegung einer 17 km langen Pipeline in der niederländischen Nordsee in 30 m Wassertiefe.

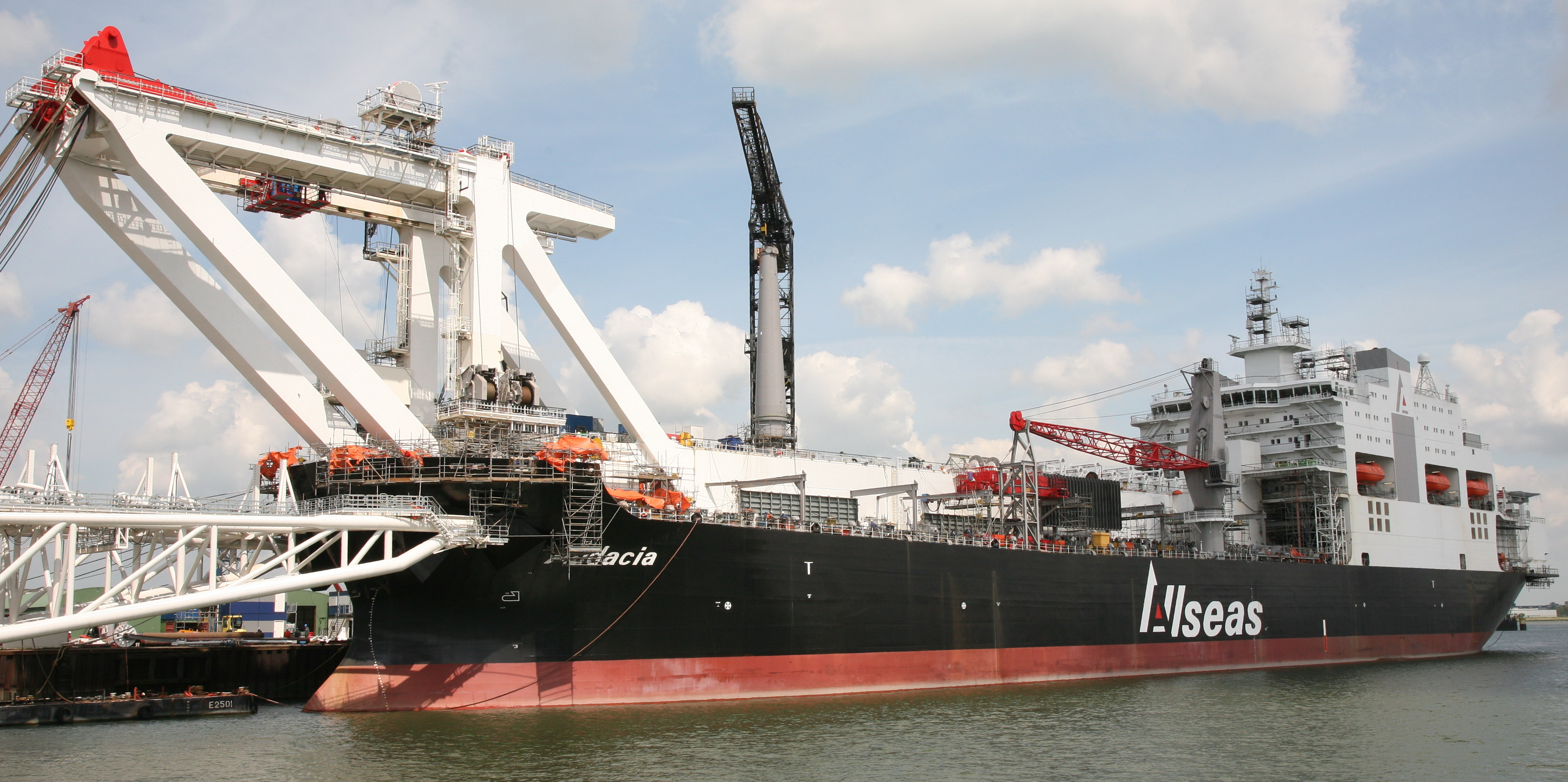
in Rotterdam von vorn
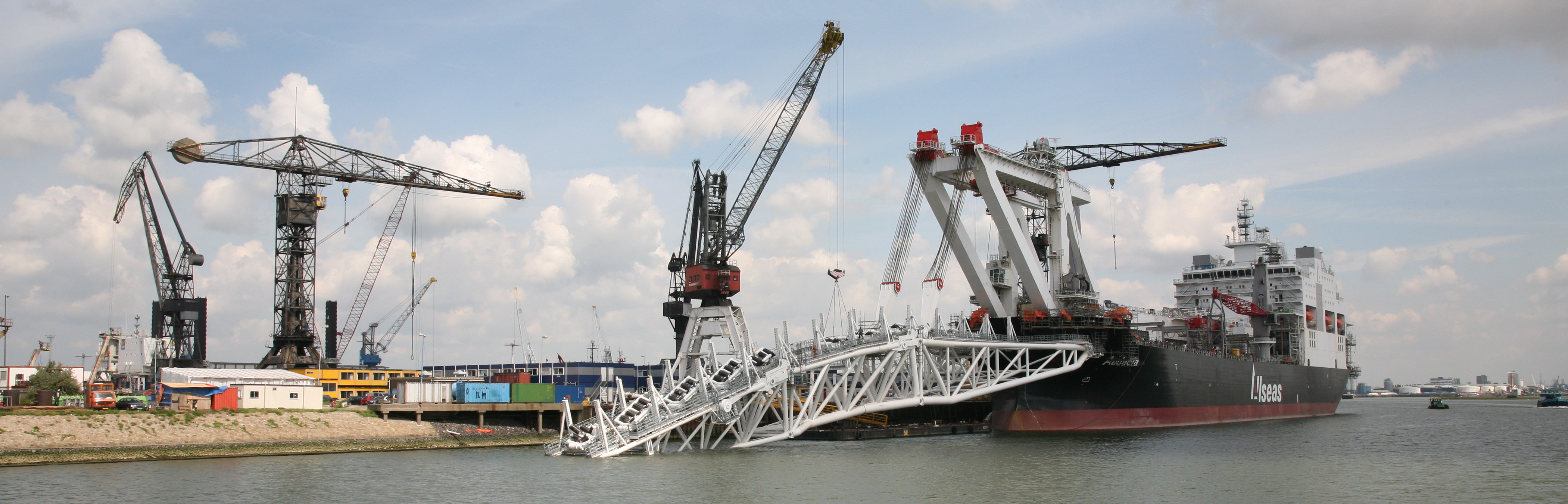
In Rotterdam mit Rohrlegebrücke
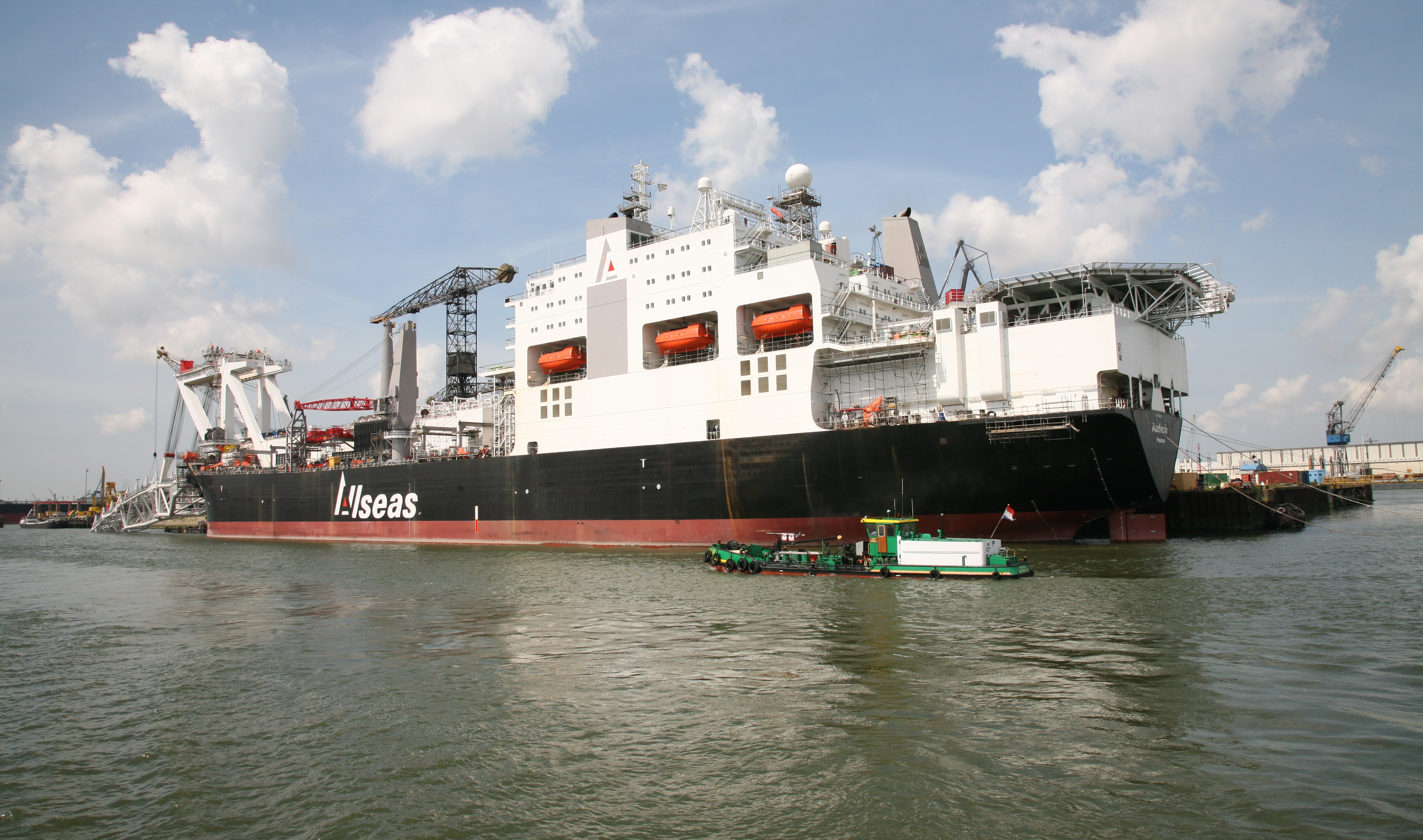
In Rotterdam von seitlich achtern
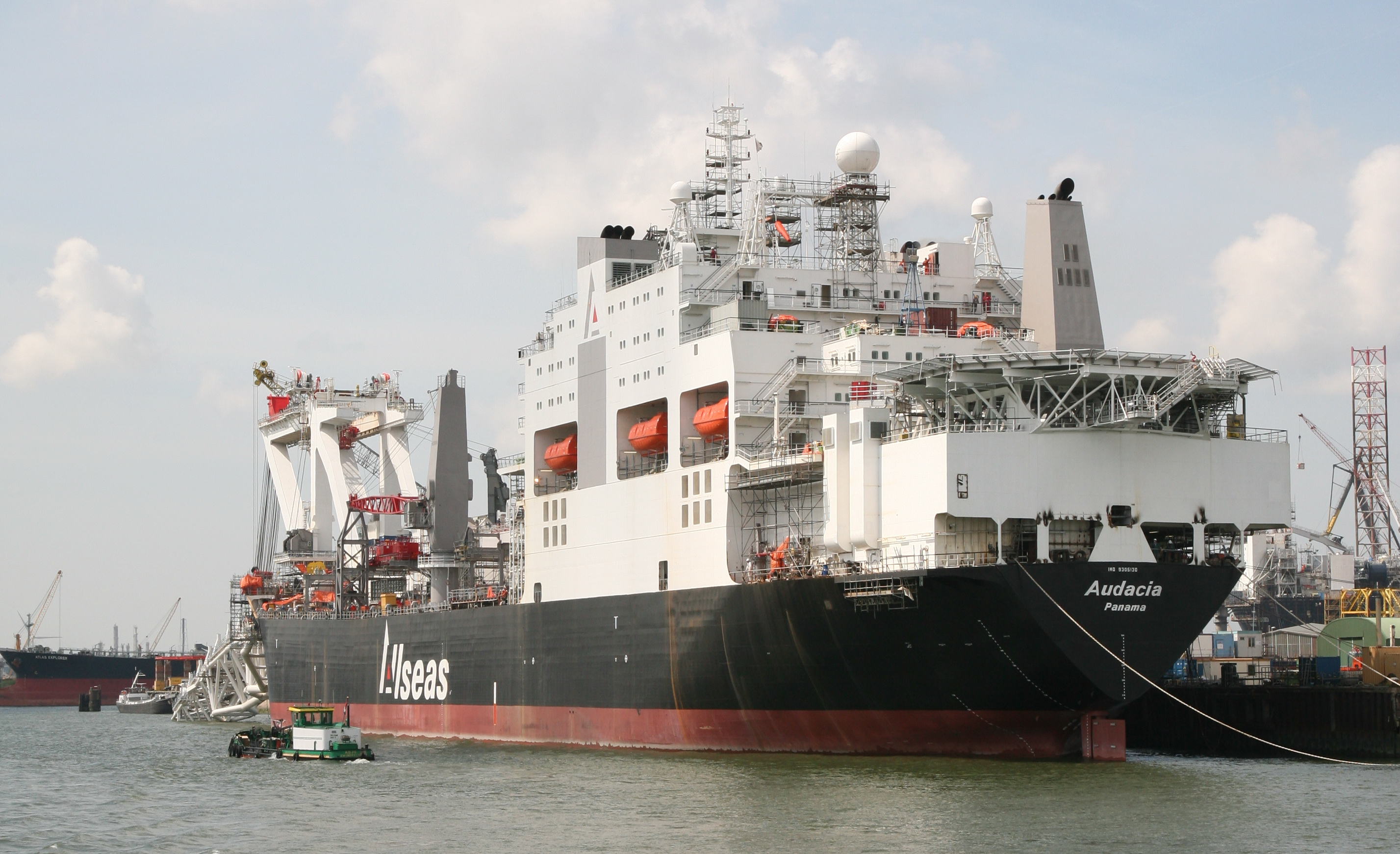
in Rotterdam von achtern